# The Moffatts
 (avril 2025).
Si vous disposez d'ouvrages ou d'articles de référence ou si vous connaissez des sites web de qualité traitant du thème abordé ici, merci de compléter l'article en donnant les références utiles à sa vérifiabilité et en les liant à la section « Notes et références ».

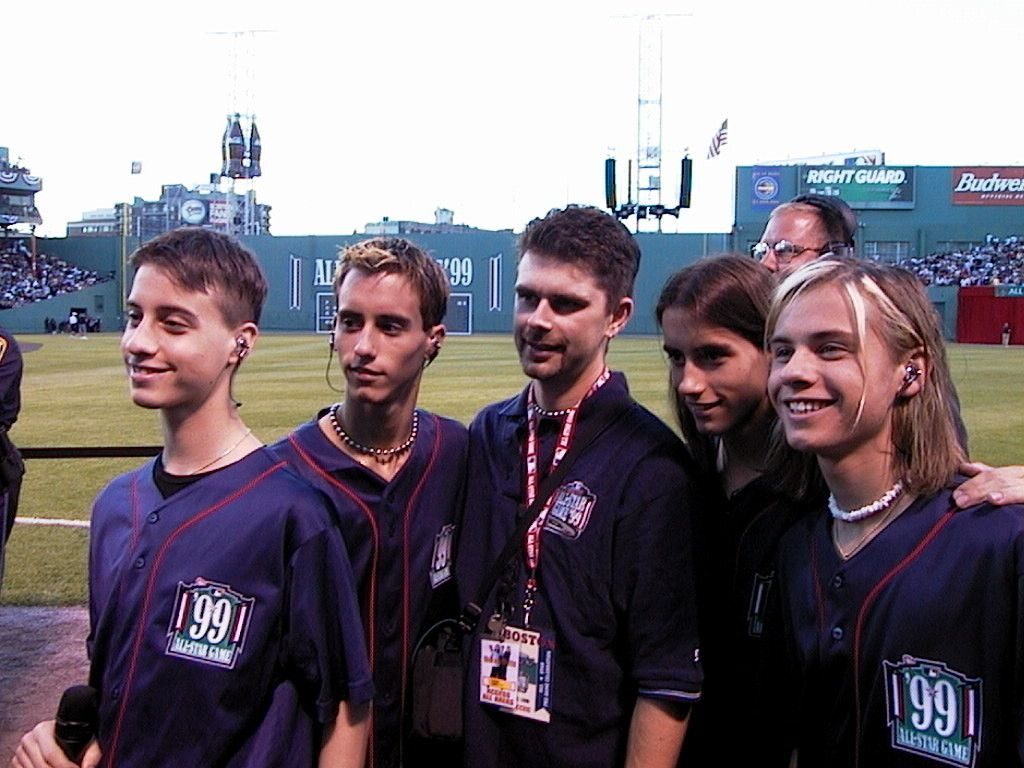
The Moffatts.

The Moffatts est un groupe de musique canadien. Il a remporté plusieurs prix Juno entre 1999 et 2002, dont le Groupe de l'année en 2001, l'album pop de l 'année 2001, le nouveau groupe de l'année en 1999 et l'album pop de l'année en 1999.  

## Sources
- Prix Juno
- Présentation sur Last.fm